# Edgewood (Kentucky)
Edgewood és una població dels Estats Units a l'estat de Kentucky. Segons el cens del 2000 tenia 9.400 habitants.

## Demografia
Segons el cens del 2000, Edgewood tenia 9.400 habitants, 3.099 habitatges, i 2.693 famílies. La densitat de població era de 868,3 habitants/km².
Dels 3.099 habitatges en un 44,4% hi vivien nens de menys de 18 anys, en un 78,4% hi vivien parelles casades, en un 6,2% dones solteres, i en un 13,1% no eren unitats familiars. En l'11,1% dels habitatges hi vivien persones soles el 4,5% de les quals corresponia a persones de 65 anys o més que vivien soles. El nombre mitjà de persones vivint en cada habitatge era de 3,03 i el nombre mitjà de persones que vivien en cada família era de 3,29.
Per edats la població es repartia de la següent manera: un 29,1% tenia menys de 18 anys, un 7,9% entre 18 i 24, un 26,4% entre 25 i 44, un 27,9% de 45 a 60 i un 8,7% 65 anys o més.
L'edat mediana era de 38 anys. Per cada 100 dones de 18 o més anys hi havia 94,6 homes.
La renda mediana per habitatge era de 76.218 $ i la renda mediana per família de 80.578 $. Els homes tenien una renda mediana de 52.739 $ mentre que les dones 34.327 $. La renda per capita de la població era de 29.962 $. Entorn del 0,7% de les famílies i l'1,5% de la població estaven per davall del llindar de pobresa.

## Poblacions més properes
El següent diagrama mostra les poblacions més properes.